# Advanced Drainage Systems
Advanced Drainage Systems, Inc. (NYSE: WMS) er en amerikansk virksomhed, der designer, fremstiller og markedsfører plastikrør i polypropylen og polyethylen, plastikbeholdere, gasrør og drænrør. De har hovedkvarter i Hilliard, Ohio.
Virksomheden blev etableret i 1966 af Ron Martin og Marty Sixt.